# Marcus Teggingeri
Marcus Teggingeri (1540–1600), também conhecido como Marcus Tettinger, foi um prelado católico romano que serviu como bispo titular de Lydda (1568–1599) e bispo auxiliar de Basileia (1568–1599).

## Biografia
Marcus Teggingeri nasceu em Radolfzell e foi ordenado sacerdote em 1561. No dia 10 de dezembro de 1568, durante o papado de Pio V, foi nomeado Bispo Titular de Lydda e Bispo Auxiliar de Basileia. A 21 de dezembro de 1568, foi consagrado bispo por Otto Truchseß von Waldburg, cardeal-bispo de Albano, com Giulio Antonio Santorio, arcebispo de Santa Severina, e William Chisholm, bispo de Dunblane, servindo como co-consagradores. Em 1599, renunciou ao cargo de Bispo Auxiliar de Basileia. A 20 de fevereiro de 1600, faleceu em Freiburg, Alemanha.
Enquanto bispo, foi o principal consagrador de Jakob Christoph Blarer von Wartensee, bispo de Basileia (1577), e o principal co-consagrador de Melchior Lichtenfels, bispo de Basileia (1569).